# Фридеберг, Рафаэль
Рафаэль Фридеберг (нем. Raphael Friedeberg; 14 марта 1863 — 16 августа 1940) — немецкий врач, социалист и позднее анархист.

## Жизнь
Родился в Тильзите (Восточная Пруссия; ныне — Советск), в семье раввина Тильзита Саломона и Ребекки Фридеберг. Он изучал медицину и политическую экономику в университете Кёнигсберга, но был отчислен в 1887 году из-за активных социал-демократических взглядов. Фридеберг переехал в Берлин, где работал частным преподавателем и продолжил своё обучение в Берлинском университете, который закончил в 1895 году.
Он работал врачом общей практики и специалистом по лечению легочных болезней в Берлине с 1895 до 1911 годы. Фридеберг был членом комиссии периодических изданий, которые попытались привлечь интеллигенцию к социализму и Социал-Демократической партии Германии (СДПГ). Рафаэль Фридеберг принимал активное участие в создании медицинского страхования для рабочего класса в Берлине, в том числе и для того, чтобы получить доступ к лечению рабочих и тем самым получить дополнительно средство для распространения социалистических идей. С 1901 по 1904 годы Фридеберг был членом городского совета в Берлине, что сделало его главным лидером СДПГ в столице Германии.
Однако в скором времени Фридеберг разочаровался в СДПГ и особенно в свободных профсоюзах. Больше всего ему не нравилось, что они сосредоточились на парламентской (а не революционной борьбе) и политическом нейтралитете. Фридеберг обвинил социалистическое движение в неспособности захватить влияние в обществе и вошёл в контакт со Свободным объединением немецких профсоюзов (САНП). Эта организация была настроена куда более радикально. Здесь он критиковал разделение политических и профсоюзных действий и выступал против централизованного контроля над профсоюзами. Становясь всё более влиятельной фигурой в САНП, Фридеберг начал вмешиваться в дебаты по поводу массовой стачки в СДПГ и выступал за всеобщую стачку как метод классовой борьбы. В 1907 году все члены САНП были поставлены перед выбором: либо оставить эту ассоциацию, либо уйти из СДПГ. Фридеберг, конечно, выбрал второй вариант.
В течение этого периода Фридеберг разработал политические идеи, которые сам назвал анархо-социализмом. Несмотря на рост числа сторонников социалистического движения, он считал, что для улучшения жизненного уровня рабочих сделано очень мало. Главную проблему он видел в политической идеологии СДПГ, базирующейся на догматической интерпретации произведений Карла Маркса, особенно на представлении, что история развивается по материалистическим законам, а общественное бытие определяет сознание социума. Фридеберг считал это утверждение устаревшим и ошибочным и заменил его на другой закон — исторического сознания, считая, что духовные силы и отношения человечества имеют власть над материальной сферой, определяют характер материальных отношений. Оппозиция из рабочего класса была теперь сосредоточена на получении влияния в немецком парламенте — Рейхстаге, — что сказалось на внутреннем содержании революционного движения, из бунтарского направления оно стало более практическим движением, ориентированным на получение экономической выгоды. Из этого Фридеберг сделал вывод о необходимости замены политических методов классовой борьбы на экономические и психологические средства. Прежде всего он выступал за всеобщую стачку как средство общественной революционной борьбы, так как в ходе стачки сам пролетариат отстаивает свои интересы, не прибегая к помощи представителей. Однако, чтобы быть способным к выполнению этой задачи, рабочий класс должен сначала освободить себя от предрассудков капиталистического общества, а именно — религии, веры в законы и государство, национализма и милитаризма. Фридеберговский синтез анархизма и социализма был в равной степени раскритикован анархистами и социалистами. Известный немецкий анархист Эрих Мюзам сказал, что эта теория — не более чем новая версия исторического материализма, а лидер СДПГ Карл Каутский, с другой стороны, обвинил Фридеберга в «теоретической путанице, в которой отсутствует необходимая связь между политикой и экономикой».

## Аскона
В 1904 году Фридеберг (по рекомендации Эриха Мюзама) впервые приехал в Аскону — для того, чтобы оправиться от кровяной инфекции. Спустя некоторое время он окончательно разочаровался в радикальных взглядах и тактике рабочего движения и начал сотрудничать с Анархистской федерацией Германии, которая была основана в 1903 году. Он также вошёл в контакт со швейцарскими анархистами, читавшими лекции о Первой Российской Революции в Цюрихе в 1906. Он начал часто посещать Аскону. В августе 1907 года он посетил Международный анархистский конгресс в Амстердаме, а в 1908 году — Петра Кропоткина в Лондоне. В 1909 году Фридеберг провёл свою последнюю большую публичную лекцию, связанную с анархизмом, где сделал акцент на его индивидуалистическом понимании. Испытывая проблемы со здоровьем, он охладел к возможности социалистической революции. Он по-прежнему остался в курсе немецкой и европейской политики, но не видел необходимости в своём активном в ней участии.
Фридеберг при этом остался лечащим врачом А. Бебеля и К. Каутского.
С 1911 по 1931 годы Фридеберг работал врачом в спа-городке Бад-Кудова (Силезия) летом и санатории Монте Верита в швейцарской Асконе в зимний период. Фридеберг превратил Аскону в центр странствующий анархистов, таких, как Эрих Мюзам и Йоханнес Нол. Он практиковал лечение свежим воздухом и природой и строил воздушные хижины для отдыха его пациентов. Смесь вегетарианства и анархизма привлекала таких посетителей, как Михаил Бакунин, Пётр Кропоткин, Ленин и Лев Троцкий.
С 1931 года Рафаэль Фридеберг постоянно проживал в Асконе. Бывший премьер-министр Пруссии Отто Браун жил в его доме после того, как бежал в 1933 году из нацистской Германии.
Умер Фридеберг в 1940 году в Асконе.